# Wong Pei Tty
Wong Pei Tty (Ipoh, 11 de noviembre de 1981) es una deportista malasia que compitió en bádminton. Ganó una medalla de bronce en el Campeonato Mundial de Bádminton en la prueba de dobles mixto.

## Palmarés internacional
| Campeonato Mundial | Campeonato Mundial | Campeonato Mundial | Campeonato Mundial |
| Año                | Lugar              | Medalla            | Prueba             |
| ------------------ | ------------------ | ------------------ | ------------------ |
| 2006               | Madrid (España)    | Medalla de bronce  | Dobles mixto       |